# Aillas
 Aillas  es una población y comuna francesa, en la región de Aquitania, departamento de Gironda, en el distrito de Langon y cantón de Auros.

## Demografía
| 1049 | 939 | 790 | 690 | 656 | 668 | 792 | 804 |
| Para los censos de 1962 a 1999 la población legal corresponde a la población sin duplicidades (Fuente: INSEE [Consultar]) |     |     |     |     |     |     |     |